# En boca de todos (programa de televisión de Chile)

En boca de todos fue un programa chileno del tipo informativo. Fue conducido durante más de cuatro años por los periodistas Iván Valenzuela y Carolina Urrejola. A partir del 16 de marzo del 2009 hasta su último episodio sus conductores fueron los periodistas Paulo Ramírez y Constanza Santa María. Se transmitió por Canal 13, de lunes a viernes de 6:30 a 8:30 (hora de Chile continental).
Este programa contaba con diversas secciones, como "El cálculo inútil", "Pato ¿por qué?" y el estado del tránsito en Santiago (con Andrea Hoffmann), "EBT Economía" (con Cristián Pino), el móvil policial con Miguel Acuña, los deportes con Eugenio Figueroa y "EBT Internacional" (con Carlos Zárate). En 2006 se agregó la posibilidad de que el público opinara sobre los temas de actualidad a través de mensajes de texto, en la huincha americana (sms).
Este programa, junto con el programa 3x3, reemplazó al antiguo noticiero matinal Teletrece AM, aunque con un formato más libre y cercano.
A partir del lunes 16 de marzo de 2009, este programa fue producido por el Departamento de Prensa de Canal 13, por lo que algunas de las notas del noticiero central fueron repetidas, aunque se siguieron manteniendo la notas y secciones propias. 
Los ex conductores de 3x3, Eduardo Fuentes y Andrea Hoffmann, también participaron del programa realizando secciones del tiempo y estado del tránsito, respectivamente, además de menciones publicitarias. También formaron parte estable del programa Julia Vial (2005), Ignacio Franzani  (2006) y  Paula Molina, en el comentario de espectáculos, Aldo Schiappacasse (2005-2006), Soledad Bacarreza y Eugenio Figueroa en los deportes, Catalina Edwards (2005-2006) en economía y Bernardita Cruz en los despachos realizados en vivo.
En diciembre de 2010, se anunció que el espacio no se emitiría el 2011, siendo reemplazado por su predecesor, Teletrece AM.